# Calliprymna
Calliprymna is een geslacht van vliesvleugeligen uit de familie Pteromalidae. De wetenschappelijke naam van dit geslacht is voor het eerst geldig gepubliceerd in 1966 door Graham.

## Soorten
Het geslacht Calliprymna is monotypisch en omvat slechts de volgende soort:
- Calliprymna bisetosa Graham, 1966